# 面量圖
（或稱分級著色圖、區域密度圖）是一種使用假色的統計专题地图，即：與空間枚舉單位（如人口密度或人均收入）中地理特徵的聚合摘要相對應的顏色。與空間枚舉單位內地理特徵的匯總摘要相對應的顏色，例如人口密度或平均所得。

2011年人口普查中信仰為聖公宗的澳大利亚公民比例的面量圖。

面量圖能夠反映變數在地理區域上的變化情況。熱圖和等值線圖也有類似作用，但它們是利用變數來繪製區域，而面量圖則反之，是彙總並填充預先劃定的區域。面量圖可能是使用最廣泛的假色地圖，因為統計數據（由政府部門或其他機構發佈）通常都是按行政區劃或國家發佈的，因此能較容易地用地理信息系统、電子試算表等電腦軟體繪製。

## 歷史

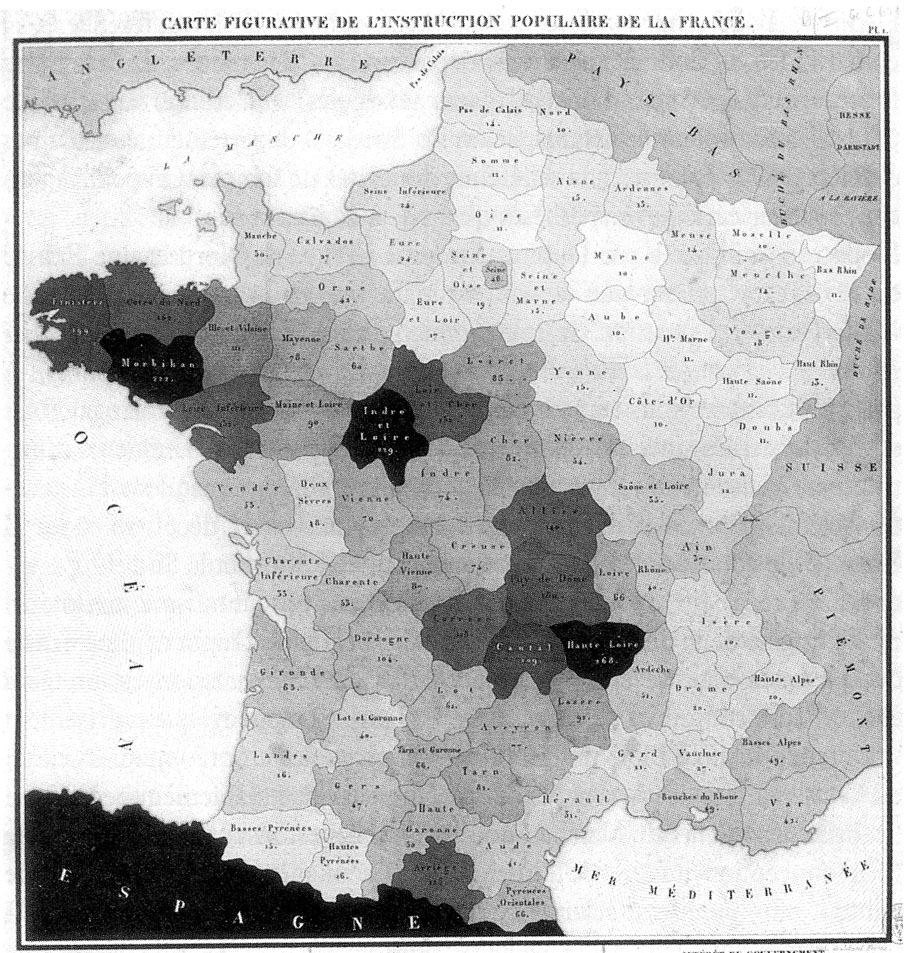
1826年Dupin繪製的法國識字率地圖

目前已知的最早的面量圖，是1826年由夏尔·迪潘男爵（Baron Pierre Charles Dupin）繪製的法國分省基礎教育地圖。不久後，法國出現了更多不同的「着色圖」（cartes teintée），來反映教育、疾病、犯罪和人居環境等「道德統計指標」。:158隨着各國人口普查的進行，人口統計數據變得更易獲得，面量圖很快在多個國家流行起來，其中最早是爱尔兰於1841年人口普查的官方報告中使用了面量圖。1850年，彩色平版印刷術普及後，越來越多面量圖採用彩色着色。:193
英文的（面量圖）一詞於1938年由地理學家约翰·柯特兰·赖特創造，並於1940年代起在製圖家中得到廣泛使用。此外也是在1938年，格伦·托马斯·特瓦沙介紹這種圖時稱其為“ratio maps”（比率圖），但該叫法並未得到普遍認可。

## 結構
面量圖融合了兩套數據：將地理空間劃分為「區域」的空間數據，以及某個變量在每個區域內彙總得到的統計數據。對於這兩種數據如何在面量圖中相互作用，有兩種概念模式：其一是「區域主導」的，區域（通常是已有的行政單元）是統計資料收集統計的單元，這些資料就包括用於製圖的數據；其二是「變量主導」的，將變量視作一種地理現象，對應着現實世界的空間分佈，而區域的劃分僅僅是基於數據分佈的技術操作。